# Lee Tae-yong
Lee Tae-yong (koreanska: 이태용), mer känd under artistnamnet Taeyong, född 1 juli 1995 i Seoul, är en sydkoreansk rappare, sångare, dansare och låtskrivare. Han är medlem i SM Entertainments pojkband NCT där han är ledare för undergruppen NCT 127. Han är även medlem i pojkbandet SuperM.

## Biografi

### 2013–2015: SM Rookies
Taeyong antogs av SM Entertainment efter att en rekryterare som sett honom på gatan övertygat honom att gå på en audition. Han presenterades som medlem i SM Rookies i december 2013, ett nystartat projekt avsett att ge en grupp av SM:s unga artister scenvana innan deras officiella debut i en av SM:s grupper. Som del av SR14B, SM Rookies grupp för pojkar 2014, deltog Taeyong bland annat i Exo 90:2014 på Mnet, ett underhållningsprogram om 1990-talets k-pop lett av medlemmarna i pojkbandet Exo. Han rappade även på tjejgruppen Red Velvets singel "Be Natural", som utkom 13 oktober 2014.

### 2016–2018: NCT

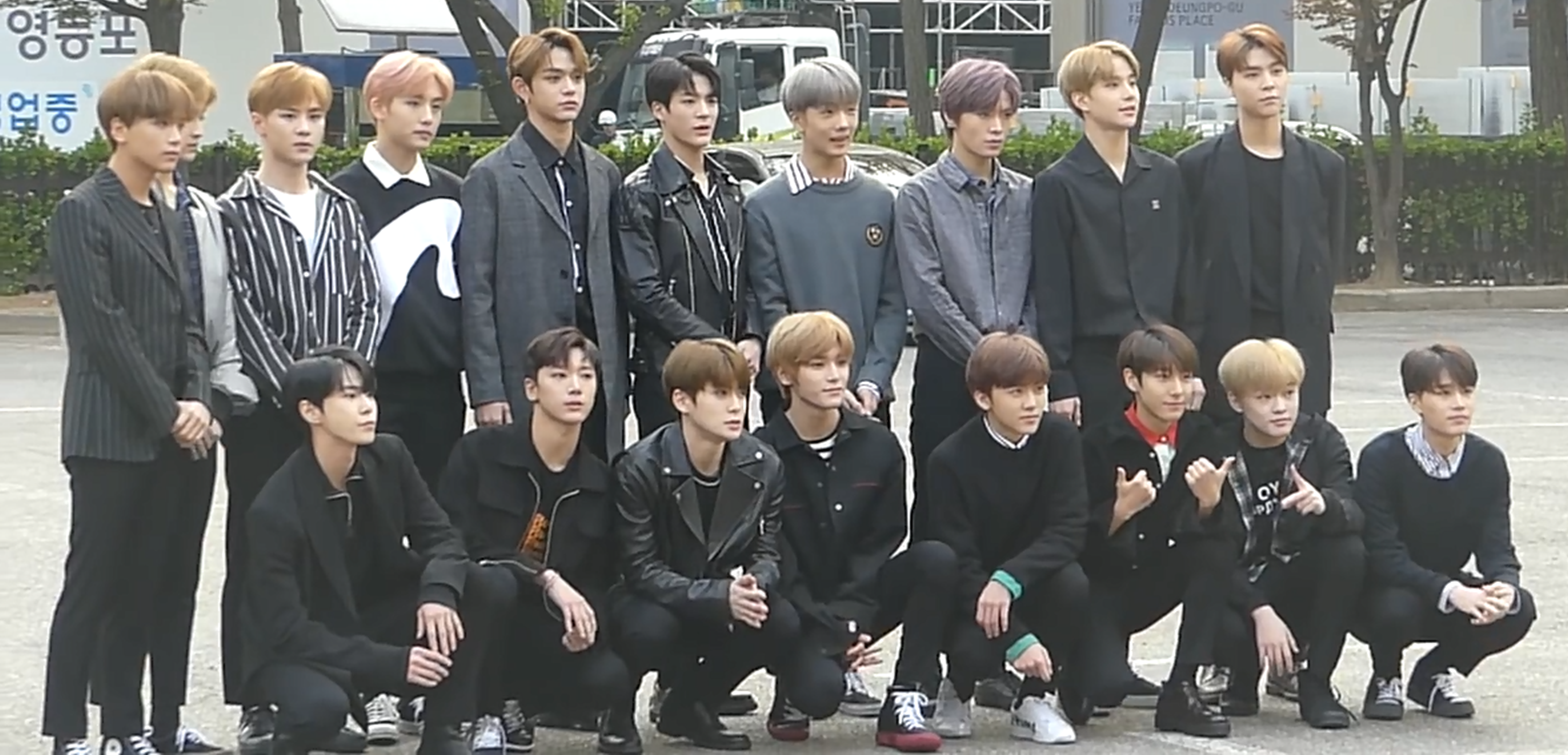
NCT i samband med ett TV-framträdande i april 2018. Taeyong är i nedre raden, fjärde från vänster.

I april 2016 blev Taeyong och fem andra tidigare Rookies de första medlemmarna i SM:s nya pojkband NCT. Konceptet för gruppen förklarades vara en stor huvudgrupp med ett växande antal medlemmar som delas upp i undergrupper för olika syften. Den första undergruppen som skapades var NCT U, en grupp avsedd för samarbeten mellan olika kombinationer av NCT-medlemmar. NCT U:s första singel, "The 7th Sense", utkom 9 april och gjordes av Taeyong och fyra av de övriga medlemmarna. Taeyong deltog i textskrivandet för singeln. I juli samma år debuterade NCT:s andra undergrupp, Seoulbaserade NCT 127, som vid starten bestod av Taeyong och sex andra medlemmar. Taeyong blev gruppens ledare. Gruppens debut-EP NCT #127 utkom 10 juli 2016 och toppade den sydkoreanska Gaon-listan.
6 januari 2017 gav NCT 127 ut EP:n Limitless som nådde första plats på Gaon och på Billboards World Albums-lista. EP:n innehöll låten "Baby Don’t Like It", där Taeyong för första gången listades både som en textförfattare och kompositör. 14 juni släppte NCT 127 EP:n Cherry Bomb. Taeyong bidrog till textskrivandet bland annat på skivans titelspår, som utnämndes till en av 2017 års bästa k-poplåtar av Billboard och Idolator. Taeyong deltog i två samarbeten för SM:s musikprojekt Station under våren och sommaren 2017. "Around", ett samarbete med EDM-musikern Hitchhiker utkom 12 maj, och rockballaden "Hamkke (Cure)", ett samarbete med Yoo Young-jin, utkom 5 augusti 2017.
14 mars 2018 utkom albumet NCT 2018 Empathy, i vilket samtliga av NCT:s undergrupper deltog. Taeyong och Ten gjorde singeln "Baby Don’t Stop" som ett NCT U-samarbete för albumet. Låten var delvis skriven av Taeyong och utnämndes till 2018 års bästa k-poplåt av brittiska Dazed. Taeyong arbetade åter med Hitchiker på singeln "Time", tillsammans med Sunny och Hyoyeon från Girls' Generation. Låten utkom 29 augusti 2018 och användes som en signaturlåt för 2018 års Spectrum Dance Music Festival, en av Sydkoreas största EDM-festivaler.

### 2019–idag: SuperM
Med början från maj 2019 sändes Singnyang-ilgi (Food Diary) på tvN, där Taeyong medverkade tillsammans med bland andra sångerskan BoA och komikern Lee Soo-geun. Programmet följde deltagarna när de tillredde en maträtt från produktionsprocessens början till slut, från frösådd av råvarorna till den tillagade rätten på matbordet. Taeyongs första solosingel, R&B-låten "Long Flight", utkom 18 juli 2019 och avslutade SM Stations tredje säsong. SM Entertainments pojkband SuperM, en supergrupp bestående av sju av SM:s redan etablerade artister, däribland Taeyong, debuterade 4 oktober 2019 med EP:n SuperM. Gruppen marknadsfördes med tonvikt på USA och debuterade som etta på den amerikanska albumlistan Billboard 200. 24 augusti 2019 utkom "Love del Luna", ett samarbete mellan Taeyong och Punch för soundtracket till dramaserien Hotel del Luna.

## Diskografi

### Singlar

#### Som huvudartist
- 2017 – "Around", med Hitchhiker, för SM Station säsong 2
- 2017 – "Hamkke (Cure)"[a], med Yoo Young-jin, för SM Station säsong 2
- 2019 – "Long Flight", solosingel för SM Station säsong 3

#### Som medverkande artist
- 2014 – "Be Natural", av Red Velvet
- 2018 – "Time", av Hitchhiker, med Sunny och Hyoyeon från Girls' Generation

### Samarbeten
- 2018 – "Yahwa (City Lights)"[b], med U-Know Yunho, för TVXQ:s album New Chapter #2: The Truth of Love[28]
- 2019 – "Mood", med Marteen för Marteens mixtape 8[29]

### Soundtrack
- 2019 – "Love del Luna", med Punch, för Hotel del Luna

### Övrigt
- 2014 – "Open the Door", för SMTown på YouTube[30]

## Filmografi

### TV
- 2014 – Exo 90:2014 (på Mnet)
- 2018 – Singnyang-ilgi (Food Diary)[c] (på tvN)